# Rikssvenska
Rikssvenska (eller standardsvenska) är den svenska språkliga varietet som, till skillnad från dialekter, inte kan kopplas till någon bestämd del av det svenska språkområdet. Man kan tala om både ett skriftligt standardspråk och ett talat standardspråk. Det förstnämnda är det enhetliga skriftspråk som först började växa fram under yngre fornsvensk tid, och det senare är ett i relativt sen tid framvuxet talspråk som inte tydligt visar att talaren kommer från en viss region, och som ofta används i offentliga sammanhang, såsom i massmedia.
En personlig idiolekt som inte alls visar vilken region en person vuxit upp i existerar dock troligen endast i teorin. Standardsvensktalande personer talar vanligen varieteter som brukar kallas ”regional standardsvenska”. Men i formella sammanhang brukar man tala så nära standardspråket som möjligt. Man byter till exempel ut dialektala ord och talar närmare skriftbilden.

## Sverigesvenska
Utanför Sverige används ordet rikssvenska för att beteckna de varianter av svenska som talas i Sverige, det vill säga ”sverigesvenska”, till skillnad från finlandssvenska och estlandssvenska. På samma sätt används termen rikssvenskar om svensktalande i Sverige, till skillnad från finlandssvenskar som betecknar svensktalande i Finland. Eftersom svenska är ett pluricentriskt språk betyder ”rikssvenska” oftast ”den sverigesvenska språkliga varietet som inte kan kopplas till någon bestämd del av Sverige” snarare än ”som inte kan kopplas till någon bestämd del av det svenska språkområdet” – det ”svenska språkområdet” omfattar ju delar av andra länder än riket Sverige. Termen ”standardsvenska” kan dock till skillnad från ”rikssvenska” användas om finländska förhållanden. Den finlandssvenska varianten av standardsvenska kallas ibland högsvenska.

## Standardiserat skriftspråk

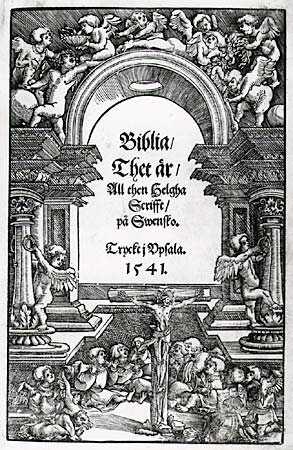
Gustav Vasas bibel från 1541 skrevs under en tid då ett svenskt riksskriftspråk började växa fram och använder ett relativt enhetligt språk.

Innan det talade riksspråket växte fram fanns ett skriftspråk som var relativt enhetligt och likformigt, till skillnad från dialekterna. Enligt Elias Wessén var skriftspråket ”ett uttryck för rikets enhet och självständighet, bäraren av den högre kulturen, därför tämligen starkt utsatt för främmande inflytelser från olika håll under tidernas lopp.” De äldsta bevarade skrifterna på svenska är från slutet av 1200-talet och 1300-talet, bland annat Västgötalagen, vars äldsta delar dock är från 1225. Anledningen till att skriftspråket började standardiseras under 1500-talet var att det var då som riksgiltiga texter började tryckas på svenska. Särskilt betydelsefull var Gustav Vasas bibel, den första bibeln på svenska, med relativt enhetlig stavning och morfologi.
Under yngre fornsvensk tid, det vill säga mellan 1375 och 1526, kom mycket av litteraturen från Vadstena kloster, varav mycket hade religiöst innehåll. Molde och Wessén skriver: ”[Att] den litterära verksamheten i så hög grad blev samlad till en plats, var givetvis gynnsamt för uppkomsten av en fast tradition i skriftspråket.” Vidare skriver de att eftersom klostret ägnade sig mycket åt avskrivning skrev man inte efter uttalet utan fastmera efter mönster, efter traditionella principer. Det nyskapade skriftspråk som användes i Vadstenahandskrifterna övervann på så sätt de lokala skiftningarna, och det skrivna språket blev sålunda ett riksspråk. 
I dag är standardspråket den språkform som barn lär sig läsa och skriva i skolan, och dess stavning och böjning är normerad i Svenska Akademiens ordlista.

## Talat riksspråk
På 1600-talet började ett gemensamt talspråk växa fram bland den bildade samhällsklassen. Detta talspråk var mycket påverkat av läsuttalet av det standardiserade skriftspråket. Utvecklingen hängde samman med den centraliseringsprocess där huvudstaden blev politisk, administrativ, religiös och kulturell medelpunkt. Därför har de dialekter som talats kring Mälarområdet kommit att utgöra basen för riksspråket. De dialekter som talats runt huvudstaden har dock varit mer utsatta för påverkan utifrån, och många dialekter har gemensamt påverkat riksspråket. Rikssvenska har ord och ordformer från olika dialekter, eftersom adeln flyttade in till huvudstaden från olika platser runt om på landsbygden och därmed bidrog till ett blandat språk. Till exempel heter det på rikssvenska smör, där den uppländska formen har vunnit, och inte smjör som det kan heta på dialekt. På samma sätt kommer andra ord och uttal från andra dialekter. Det kan man till exempel se på ord där konsonantkombinationen rd ersatts av ett tjockt l (som emellertid inte är tjockt på rikssvenska). Detta existerar i många dialekter och exempel på sådana ord är vålnad (av vårda) och utböling (av börd).
Den obligatoriska folkskolan infördes i Sverige 1842 och efter det påverkades talspråket ännu mer av skriftspråket. Den slipade bort dialektala drag och lärde ut ett skriftspråksuttal till barnen. Därför har många talspråkliga uttal av ord försvunnit. Förr kunde man i talat riksspråk uttala av, till och efter som å(v), te och ätter, vilket i dag anses dialektalt. Andra talspråkliga uttal av ord lever kvar, såsom skjuss för skjuts och bråsska för brådska.
Inom det svenska språkområdet blir det allt vanligare att dialekter utjämnas och att man går mot ett mer enhetligt språk närmare riksspråket. Detta beror mycket på den ökade rörligheten i samhället, med inflyttningar till bygder och familjebildningar där en eller båda föräldrarna kommer utifrån. De största hoten mot dialekterna är övergång till standardspråk inom familjer och utflyttning från hembygden. Hotet mot de dialekter som inte är ömsesidigt begripliga med standardspråket är stort, eftersom en talare av dialekt kan behöva anpassa sig till standardspråket vid ett samtal med en som talar standardspråk och där dialekttalandet inte längre får en funktionell användning. Sålunda orsakar den ökade rörligheten i samhället en upplösning av dialekterna.
Tidigare ansåg man att det var etermedia som starkast bidrog till utjämningen av dialekterna, men det är snarare så att etermedierna ger ett mönster för standardspråk, och på vissa platser finns bevis för att etermedierna stärkt dialekten och visat att den har en funktion utanför den lokala miljön. Bland annat i svenska Österbotten finns det till exempel tecken på att dialektskrivande används i ungdomars sms-skrivande.

## Regionalt riksspråk
Enligt Olle Josephson, professor i nordiska språk vid Stockholms universitet, bör man inte använda termen dialekt när en person i huvudsak talar riksspråk, men med vissa språkdrag som finns i en viss region, såsom intonation som kan visa  på varifrån talaren kommer. Då talar man, enligt Josephson, i stället om regionala varianter av riksspråket. En sådan variant av det talade riksspråket kallas också regionalt riksspråk eller regionalt standardspråk.
För det skrivna standardspråket finns en standard över hela språkområdet, men det talade språket kan variera. Ett exempel på detta är finlandssvenska, en regional variant av det svenska riksspråket med vissa särskiljande egenskaper som sträcker sig över hela det svenskspråkiga Finland. Inom denna region kan sedan förekomma olika lokala dialekter. Ett regionalt riksspråk är dock ett relativt begrepp och ligger emellan dialekter och ett talspråk utan drag som finns i en viss region. Det regionala riksspråket är dock mer socialt accepterat och är användbart även i formella sammanhang. Man brukar i Sverige räkna med några få regionala riksspråk, såsom finlandssvenska, en sydsvensk, en västsvensk, en norrländsk, en mellansvensk och eventuellt även en gotländsk.